# Championnats du monde de patinage synchronisé 2024
Navigation
Championnats du monde 2023 Championnats du monde 2025
Les Championnats du monde de patinage synchronisé 2024 ont eu lieu le 5 et 6 avril 2024 à la Arena Zagreb, à Zagreb en Croatie.
C'est la troisième fois que la ville organise les championnats du monde de patinage synchronisé après les éditions de 2004 et 2009.

## Qualification
Les équipes sont éligibles à l'épreuve si elles représentent une nation membre de l'Union internationale de patinage (International Skating Union en anglais) et s'ils ont atteint l'âge de 16 ans avant le 1er juillet 2023. Les fédérations nationales sélectionnent leur équipe en fonction de leurs propres critères.

### Nombres d'inscriptions par pays
En fonction des résultats des championnats du monde 2023, l'Union internationale de patinage autorise chaque pays à inscrire une à deux équipes. À la suite des derniers championnats du monde, le Canada, la Finlande, l'Allemagne, la Hongrie et les États-Unis ont eu le droit d'inscrire une seconde équipe.
| Nombres d'équipes | Pays |
| ----------------- | --- |
| 2                 | - Allemagne - Canada - États-Unis - Finlande                                                                                           |
| 1                 | - Australie - Croatie - France - Grande-Bretagne - Hongrie - Italie - Japon - Pays-Bas - Pologne - Suède - Suisse - Tchéquie - Turquie |

## Palmarès

### Podium
| Épreuve                                  | Or           | Argent      | Bronze             |
| ---------------------------------------- | ------------ | ----------- | ------------------ |
| Patinage synchronisé résultats détaillés | Les Suprêmes | Haydenettes | Helsinki Rockettes |

### Cinq meilleurs pays
Ces derniers auront la possibilités d'inscrire deux équipes aux championnats du monde 2025.
| Rang | Pays       | Or | Argent | Bronze | Classement Équipes |
| ---- | ---------- | -- | ------ | ------ | ------------------ |
| 1    | Canada     | 1  | 0      | 0      | 1er, 5e            |
| 2    | États-Unis | 0  | 1      | 0      | 2e, 6e             |
| 3    | Finlande   | 0  | 0      | 1      | 3e, 4e             |
| 4    | Allemagne  | 0  | 0      | 0      | 7e, 14e            |
| 5    | Hongrie    | 0  | 0      | 0      | 8e                 |

## Résultats détaillés
| Rang | Nom                 | Pays        | Points | Programme court | Programme court | Programme libre | Programme libre |
| ---- | ------------------- | ----------- | ------ | --------------- | --------------- | --------------- | --------------- |
| 1    | Les Suprêmes        | Canada      | 237.97 | 1               | 78.89           | 1               | 159.08          |
| 2    | Haydenettes         | Etats Unis  | 233.85 | 3               | 76.74           | 2               | 157.11          |
| 3    | Helsinki Rockettes  | Finlande    | 229.84 | 2               | 78.00           | 3               | 151.84          |
| 4    | Team Unique         | Finlande    | 227.11 | 4               | 76.50           | 4               | 150.61          |
| 5    | Nova Senior         | Canada      | 211.58 | 5               | 72.09           | 5               | 139.49          |
| 6    | Skyliners           | Etats Unis  | 206.27 | 6               | 69.28           | 6               | 136.99          |
| 7    | Berlin 1            | Allemagne   | 195.16 | 8               | 63.91           | 7               | 131.25          |
| 8    | Passion             | Hongrie     | 187.99 | 7               | 65.72           | 9               | 122.27          |
| 9    | Ice on Fire         | Italie      | 185.53 | 10              | 59.96           | 8               | 125.57          |
| 10   | Jingu Ice Messenger | Japon       | 181.05 | 11              | 59.90           | 10              | 121.15          |
| 11   | Inspire             | Suède       | 175.25 | 9               | 60.58           | 11              | 114.67          |
| 12   | Ice Fire            | Pologne     | 169.35 | 13              | 54.99           | 12              | 114.36          |
| 13   | Olympia             | Tchéquie    | 161.68 | 12              | 56.04           | 15              | 105.64          |
| 14   | United Angels       | Allemagne   | 161.09 | 14              | 54.89           | 14              | 106.20          |
| 15   | Starlight Elite     | Suisse      | 157.88 | 16              | 50.73           | 13              | 107.15          |
| 16   | Les Zoulous         | France      | 156.92 | 15              | 53.71           | 17              | 103.21          |
| 17   | Ice United          | Pays-Bas    | 154.44 | 17              | 49.35           | 16              | 105.09          |
| 18   | Icicles Senior      | Royaume-Uni | 131.50 | 19              | 41.61           | 18              | 89.89           |
| 19   | Zagreb Snowflakes   | Croatie     | 128.31 | 20              | 40.76           | 19              | 87.55           |
| 20   | Unity               | Australie   | 120.99 | 18              | 45.06           | 20              | 75.93           |
| 21   | Cosmos              | Turquie     | 55.36  | 21              | 22.00           | 21              | 33.36           |